# Montoulieu (Hérault)
Cet article possède un paronyme, voir Montouliers.
Pour les articles homonymes, voir Montoulieu.
Montoulieu est une commune française située dans le nord-est du département de l'Hérault en région Occitanie.
Exposée à un climat méditerranéen, elle est drainée par l'Alzon et par un autre cours d'eau. La commune possède un patrimoine naturel remarquable : un site Natura 2000 (les « gorges de l'Hérault ») et cinq zones naturelles d'intérêt écologique, faunistique et floristique.
Montoulieu est une commune rurale qui compte 183 habitants en 2022, après avoir connu une forte hausse de la population depuis 1975.  Elle fait partie de l'aire d'attraction de Montpellier. Ses habitants sont appelés les Montouliais ou  Montouliaises.

## Géographie

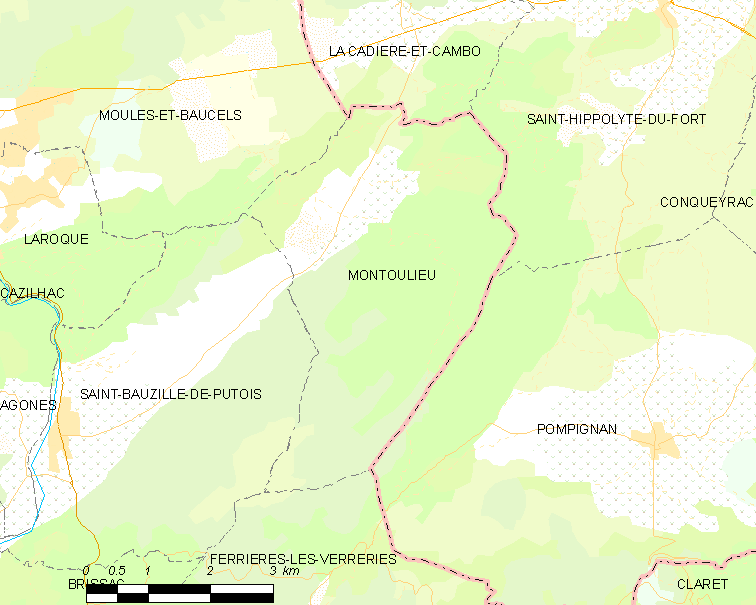
Carte

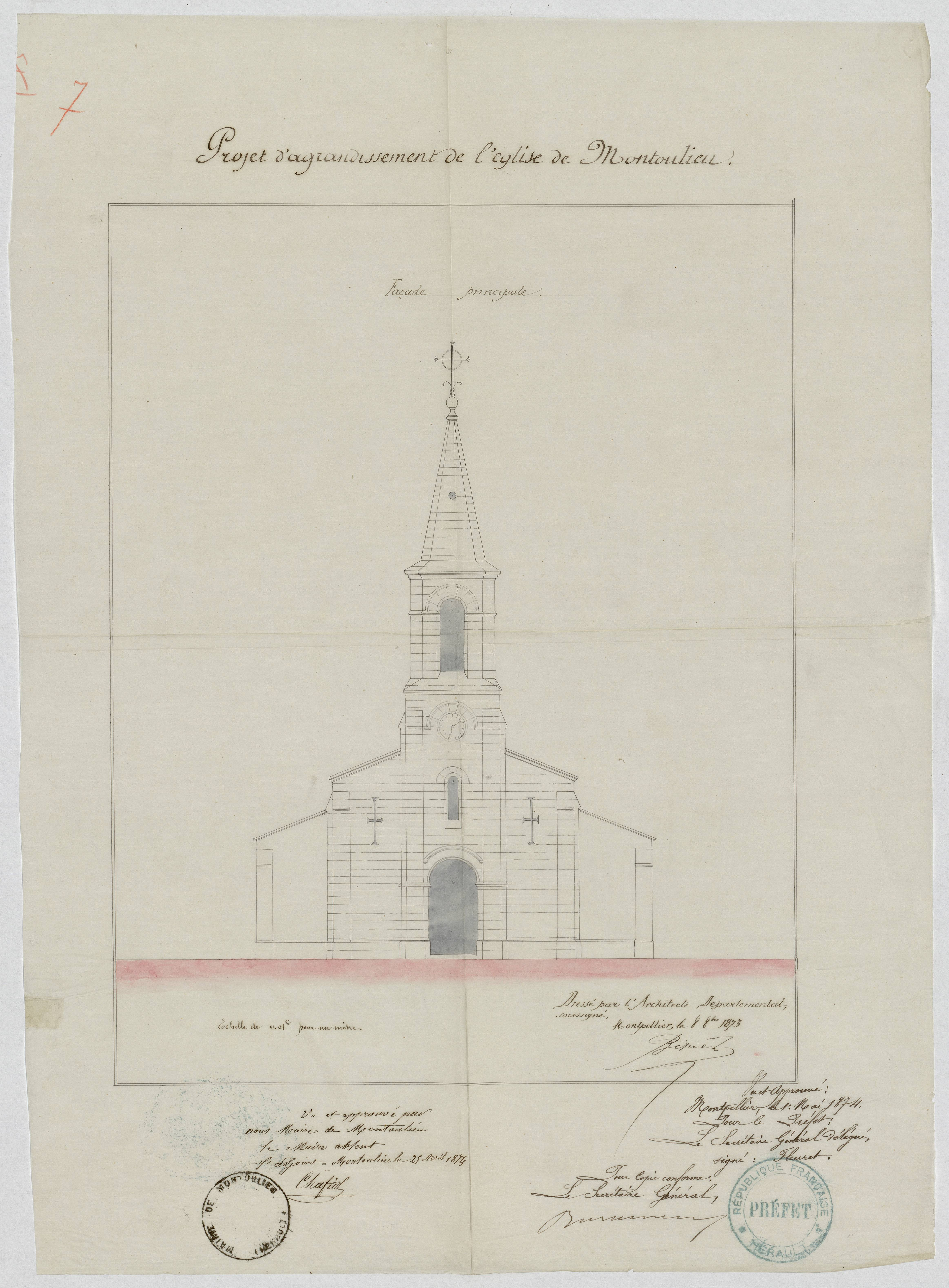
Plan d'agrandissement de l'église (1873)

Montoulieu est situé à la limite du Gard et de l'Hérault, entre Saint-Bauzille-de-Putois et Saint-Hippolyte-du-Fort.

### Climat
Pour des articles plus généraux, voir Climat de l'Occitanie et Climat de l'Hérault.
En 2010, le climat de la commune est de type climat méditerranéen franc, selon une étude s'appuyant sur une série de données couvrant la période 1971-2000. En 2020, Météo-France publie une typologie des climats de la France métropolitaine dans laquelle la commune est exposée à un climat méditerranéen et est dans la région climatique  Provence, Languedoc-Roussillon, caractérisée par une pluviométrie faible en été, un très bon ensoleillement (2 600 h/an), un été chaud (21,5 °C), un air très sec en été, sec en toutes saisons, des vents forts (fréquence de 40 à 50 % de vents > 5 m/s) et peu de brouillards.
Pour la période 1971-2000, la température annuelle moyenne est de 13,8 °C, avec une amplitude thermique annuelle de 16,6 °C. Le cumul annuel moyen de précipitations est de 1 190 mm, avec 7,6 jours de précipitations en janvier et 3,4 jours en juillet. Pour la période 1991-2020, la température moyenne annuelle observée sur la station météorologique la plus proche, située sur la commune de Colognac à 12 km à vol d'oiseau, est de 12,3 °C et le cumul annuel moyen de précipitations est de 1 502,4 mm,. Pour l'avenir, les paramètres climatiques de la commune estimés pour 2050 selon différents scénarios d'émission de gaz à effet de serre sont consultables sur un site dédié publié par Météo-France en novembre 2022.

### Milieux naturels et biodiversité

#### Réseau Natura 2000

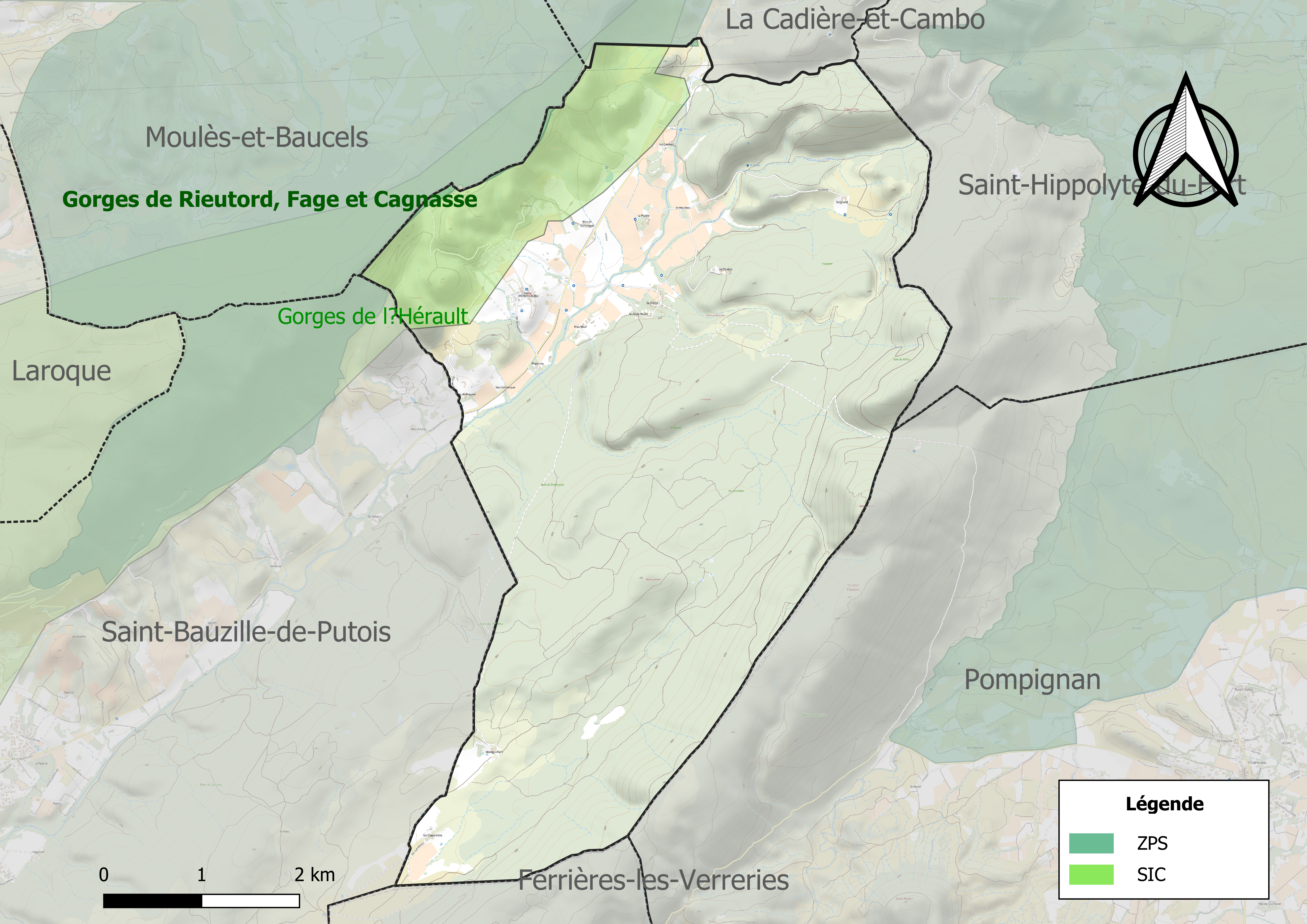
Site Natura 2000 sur le territoire communal.

Le réseau Natura 2000 est un réseau écologique européen de sites naturels d'intérêt écologique élaboré à partir des directives habitats et oiseaux, constitué de zones spéciales de conservation (ZSC) et de zones de protection spéciale (ZPS).
Un site Natura 2000 a été défini sur la commune au titre de la directive habitats : les « gorges de l'Hérault », d'une superficie de 21 736 ha, entaillent un massif calcaire vierge de grandes infrastructures dont les habitats forestiers (forêt de Pins de Salzman et chênaie verte) et rupicoles sont bien conservés. La pinède de Pins de Salzmann de Saint-Guilhem-le-Désert est une souche pure et classée comme porte-graines par les services forestiers. Il s'agit d'une forêt développée sur des roches dolomitiques.

#### Zones naturelles d'intérêt écologique, faunistique et floristique
L’inventaire des zones naturelles d'intérêt écologique, faunistique et floristique (ZNIEFF) a pour objectif de réaliser une couverture des zones les plus intéressantes sur le plan écologique, essentiellement dans la perspective d’améliorer la connaissance du patrimoine naturel national et de fournir aux différents décideurs un outil d’aide à la prise en compte de l’environnement dans l’aménagement du territoire.
Trois ZNIEFF de type 1 sont recensées sur la commune :
- les « gorges supérieures de l'Hérault et plateau du Taurac » (952 ha), couvrant 5 communes du département[11] ;
- la « plaine des Claparèdes » (189 ha), couvrant 3 communes du département[12],
- les « sources de l'Alzon » (80 ha)[13] ;

et deux ZNIEFF de type 2, : 
- le « massif du bois de Monnier » (5 858 ha), couvrant 8 communes dont trois dans le Gard et cinq dans l'Hérault[14] ;
- le « plateau du Taurac » (2 196 ha), couvrant 8 communes dont une dans le Gard et sept dans l'Hérault[15].

Carte des ZNIEFF de type 1 et 2 à Montoulieu.
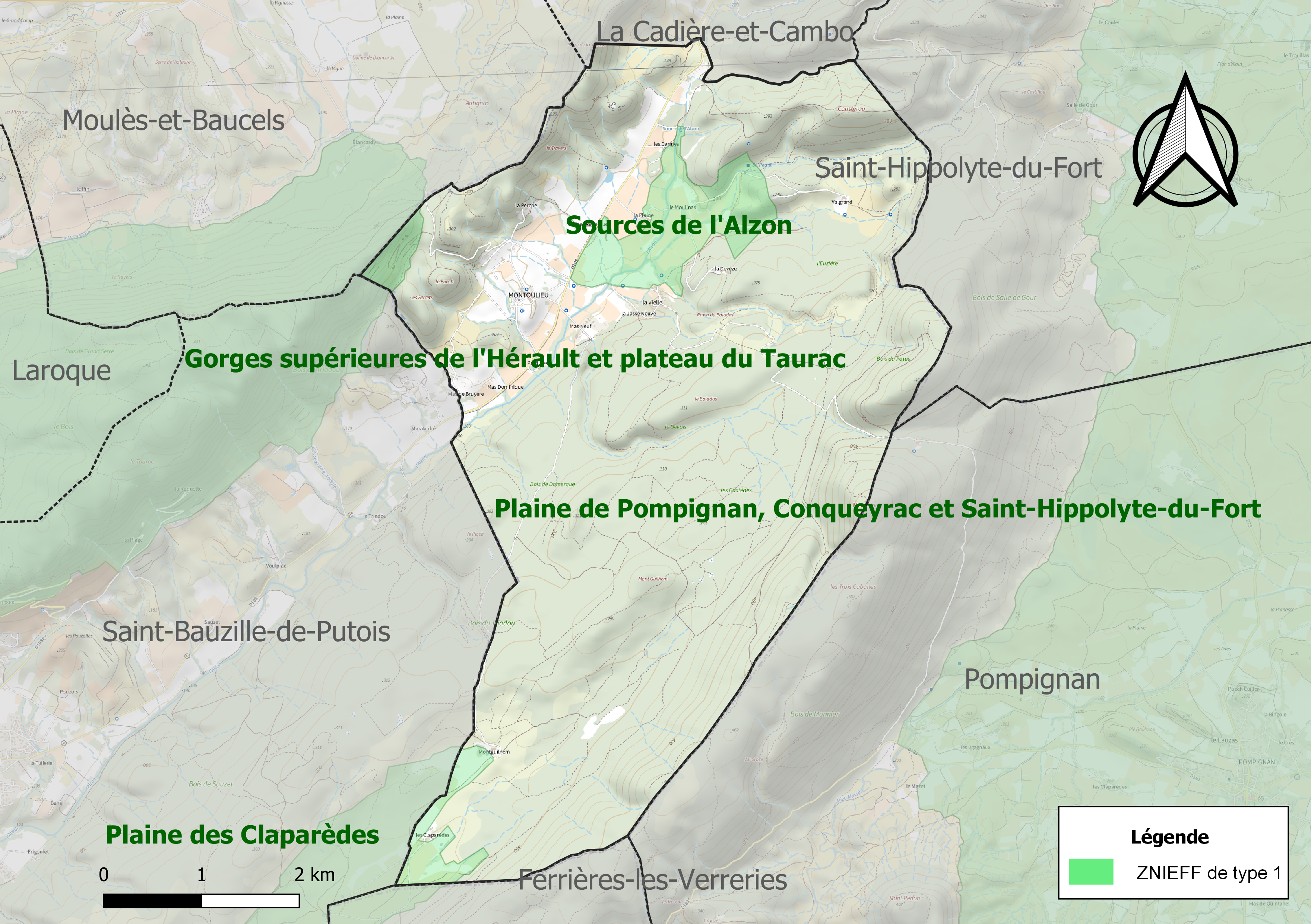
Carte des ZNIEFF de type 1 sur la commune.
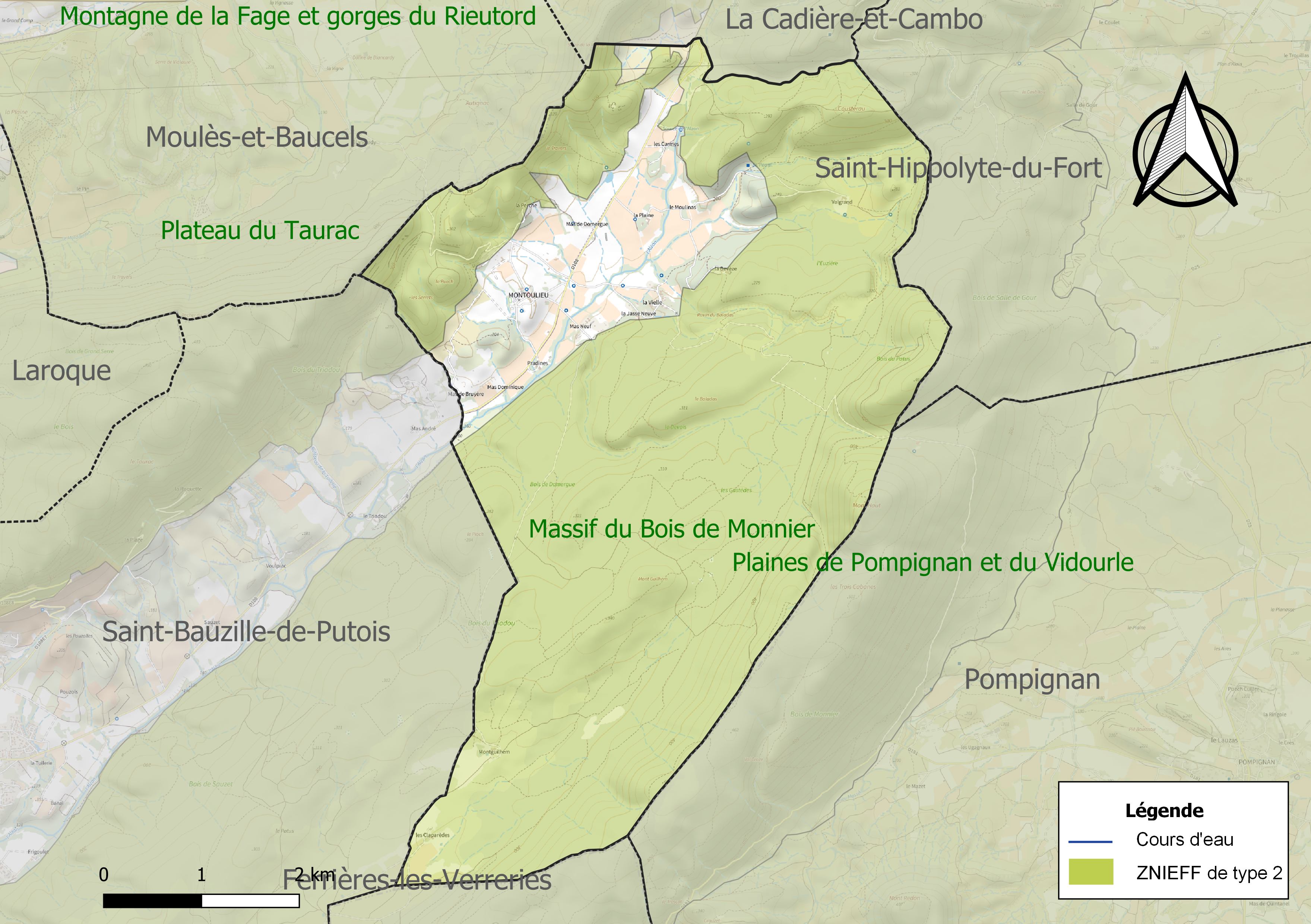
Carte des ZNIEFF de type 2 sur la commune.

## Urbanisme

### Typologie
Au 1er janvier 2024, Montoulieu est catégorisée commune rurale à habitat très dispersé, selon la nouvelle grille communale de densité à sept niveaux définie par l'Insee en 2022.
Elle est située hors unité urbaine. Par ailleurs la commune fait partie de l'aire d'attraction de Montpellier, dont elle est une commune de la couronne,. Cette aire, qui regroupe 161 communes, est catégorisée dans les aires de 700 000 habitants ou plus (hors Paris),.

### Occupation des sols
L'occupation des sols de la commune, telle qu'elle ressort de la base de données européenne d’occupation biophysique des sols Corine Land Cover (CLC), est marquée par l'importance des forêts et milieux semi-naturels (86,4 % en 2018), une proportion identique à celle de 1990 (86,4 %). La répartition détaillée en 2018 est la suivante : 
forêts (46,1 %), milieux à végétation arbustive et/ou herbacée (40,4 %), zones agricoles hétérogènes (7,4 %), cultures permanentes (6,1 %). L'évolution de l’occupation des sols de la commune et de ses infrastructures peut être observée sur les différentes représentations cartographiques du territoire : la carte de Cassini (XVIIIe siècle), la carte d'état-major (1820-1866) et les cartes ou photos aériennes de l'IGN pour la période actuelle (1950 à aujourd'hui).

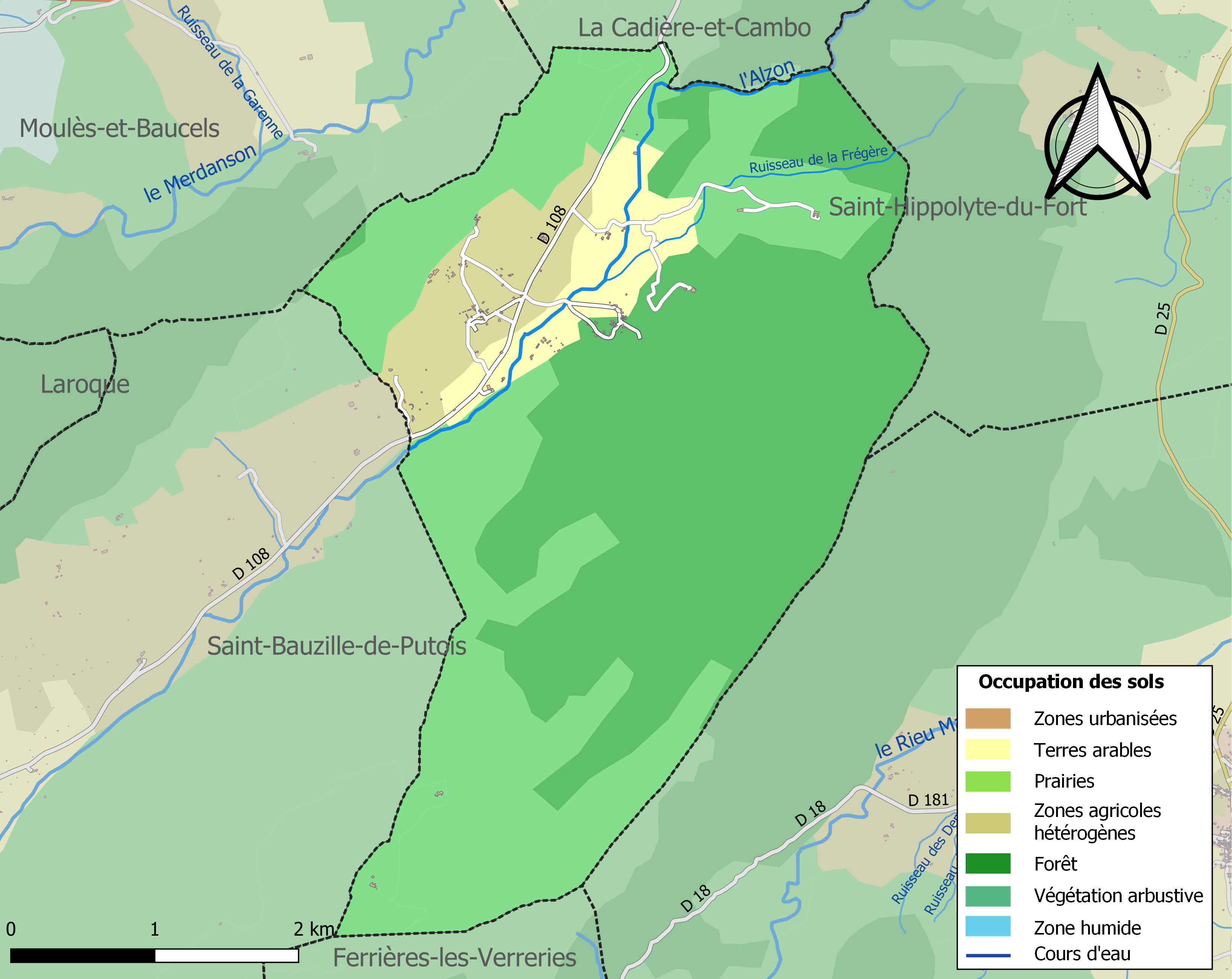
Carte des infrastructures et de l'occupation des sols de la commune en 2018 (CLC).

### Risques majeurs
Le territoire de la commune de Montoulieu est vulnérable à différents aléas naturels : météorologiques (tempête, orage, neige, grand froid, canicule ou sécheresse), inondations, feux de forêts, mouvements de terrains et séisme (sismicité faible). Il est également exposé à deux risques particuliers : le risque minier et le risque de radon. Un site publié par le BRGM permet d'évaluer simplement et rapidement les risques d'un bien localisé soit par son adresse soit par le numéro de sa parcelle.

#### Risques naturels
Certaines parties du territoire communal sont susceptibles d’être affectées par le risque d’inondation par débordement de cours d'eau, notamment l'Alzon. La commune a été reconnue en état de catastrophe naturelle au titre des dommages causés par les inondations et coulées de boue survenues en 1982, 1992, 1994, 1995, 2002 et 2014,.
Montoulieu est exposée au risque de feu de forêt. Un plan départemental de protection des forêts contre les incendies (PDPFCI) a été approuvé en juin 2013 et court jusqu'en 2022, où il doit être renouvelé. Les mesures individuelles de prévention contre les incendies sont précisées par deux arrêtés préfectoraux et s’appliquent dans les zones exposées aux incendies de forêt et à moins de 200 mètres de celles-ci. L’arrêté du 25 avril 2002 réglemente l'emploi du feu en interdisant notamment d’apporter du feu, de fumer et de jeter des mégots de cigarette dans les espaces sensibles et sur les voies qui les traversent sous peine de sanctions. L'arrêté du 11 mars 2013 rend le débroussaillement obligatoire, incombant au propriétaire ou ayant droit,.

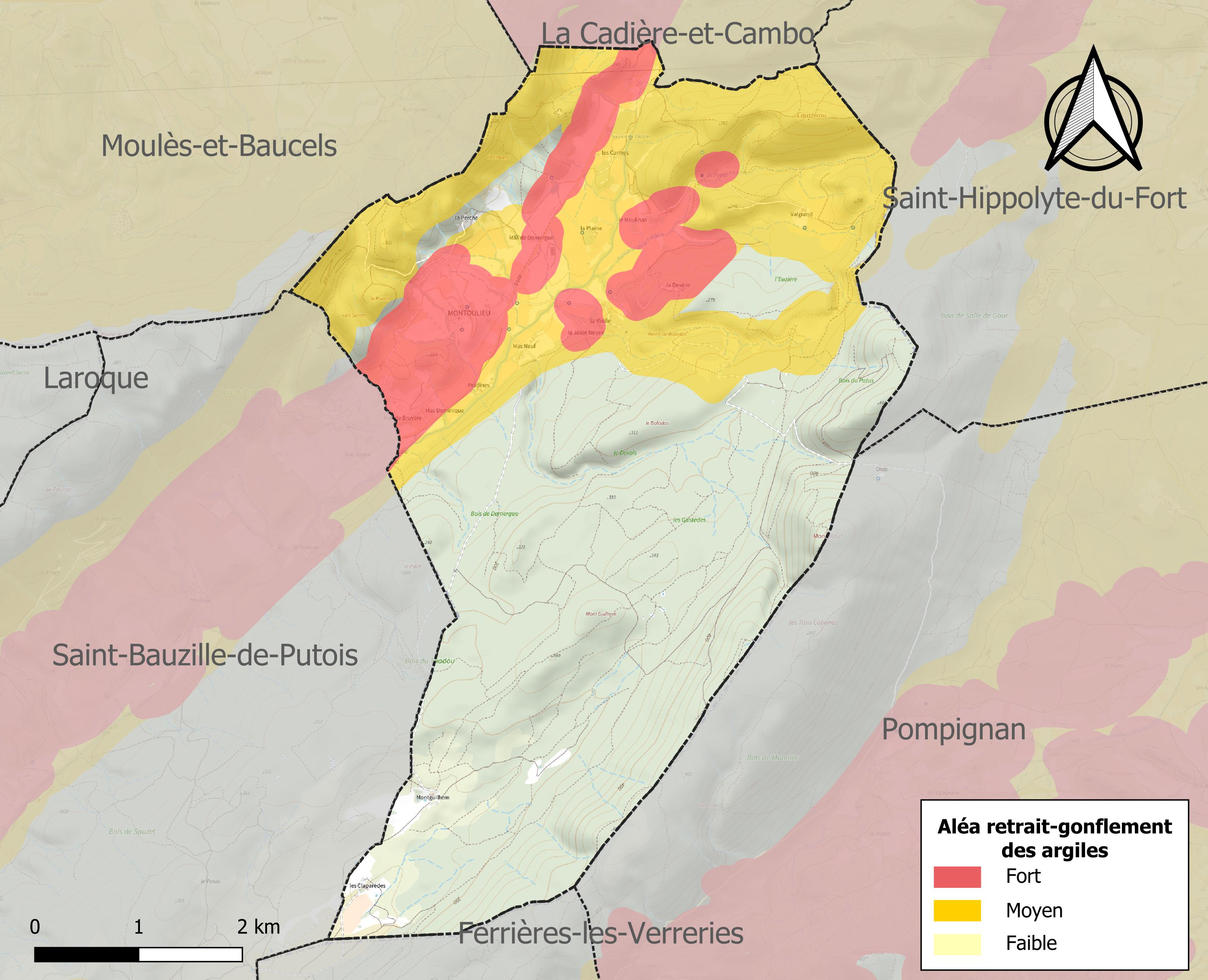
Carte des zones d'aléa retrait-gonflement des sols argileux de Montoulieu.

La commune est vulnérable au risque de mouvements de terrains constitué principalement du retrait-gonflement des sols argileux. Cet aléa est susceptible d'engendrer des dommages importants aux bâtiments en cas d’alternance de périodes de sécheresse et de pluie. 42,2 % de la superficie communale est en aléa moyen ou fort (59,3 % au niveau départemental et 48,5 % au niveau national). Sur les 74 bâtiments dénombrés sur la commune en 2019, 68 sont en aléa moyen ou fort, soit 92 %, à comparer aux 85 % au niveau départemental et 54 % au niveau national. Une cartographie de l'exposition du territoire national au retrait gonflement des sols argileux est disponible sur le site du BRGM,.
Par ailleurs, afin de mieux appréhender le risque d’affaissement de terrain, l'inventaire national des cavités souterraines permet de localiser celles situées sur la commune.

#### Risque particulier
L’étude Scanning de Géodéris réalisée en 2008 a établi pour le département de l’Hérault une identification rapide des zones de risques miniers liés à l’instabilité des terrains.  Elle a été complétée en 2015 par une étude approfondie sur les anciennes exploitations minières du bassin houiller de Graissessac et du district polymétallique de Villecelle. La commune est ainsi concernée par le risque minier, principalement lié à l’évolution des cavités souterraines laissées à l’abandon et sans entretien après l’exploitation des mines.
Dans plusieurs parties du territoire national, le radon, accumulé dans certains logements ou autres locaux, peut constituer une source significative d’exposition de la population aux rayonnements ionisants. Certaines communes du département sont concernées par le risque radon à un niveau plus ou moins élevé. Selon la classification de 2018, la commune de Montoulieu est classée en zone 2, à savoir zone à potentiel radon faible mais sur lesquelles des facteurs géologiques particuliers peuvent faciliter le transfert du radon vers les bâtiments.

## Toponymie
La commune a été connue sous les variantes : castrum de Monte Olyvo (1218), parrochiam de Monteolivo (1292), de Monte Olivo (1293), Montoliou (1648)...
Mons + ancien occitan olieu = olivier.

## Politique et administration

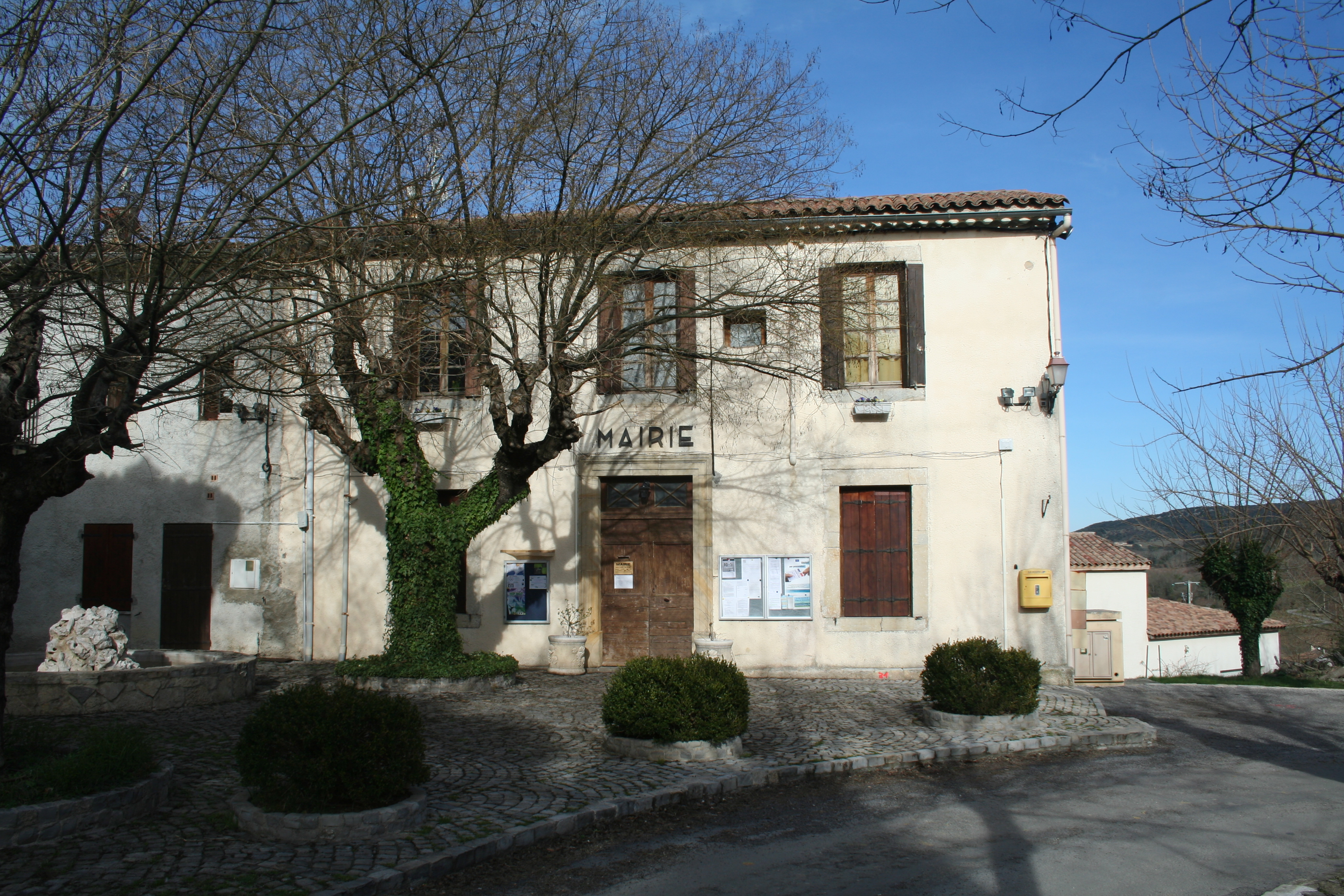
Mairie

| Période | Période  | Identité          | Étiquette | Qualité     |
| ------- | -------- | ----------------- | --------- | ----------- |
| 1947    | 1971     | Aristippe Thérond |           |             |
| 1971    | 1977     | Marius Thérond    |           |             |
| 1977    | 1989     | Marcel Damais     |           |             |
| 1989    | en cours | Guilhem Chafiol   | PS        | Agriculteur |

## Démographie
L'évolution du nombre d'habitants est connue à travers les recensements de la population effectués dans la commune depuis 1793. Pour les communes de moins de 10 000 habitants, une enquête de recensement portant sur toute la population est réalisée tous les cinq ans, les populations de référence des années intermédiaires étant quant à elles estimées par interpolation ou extrapolation. Pour la commune, le premier recensement exhaustif entrant dans le cadre du nouveau dispositif a été réalisé en 2007.

En 2022, la commune comptait 183 habitants, en évolution de +13,66 % par rapport à 2016 (Hérault : +7,49 %, France hors Mayotte : +2,11 %).
| 1793 | 1800 | 1806 | 1821 | 1831 | 1836 | 1841 | 1846 | 1851 |
| ---- | ---- | ---- | ---- | ---- | ---- | ---- | ---- | ---- |
| 124  | 94   | 106  | 121  | 105  | 164  | 160  | 142  | 172  |

| 1856 | 1861 | 1866 | 1872 | 1876 | 1881 | 1886 | 1891 | 1896 |
| ---- | ---- | ---- | ---- | ---- | ---- | ---- | ---- | ---- |
| 150  | 150  | 150  | 171  | 149  | 104  | 120  | 106  | 110  |

| 1901 | 1906 | 1911 | 1921 | 1926 | 1931 | 1936 | 1946 | 1954 |
| ---- | ---- | ---- | ---- | ---- | ---- | ---- | ---- | ---- |
| 102  | 110  | 115  | 118  | 118  | 100  | 94   | 121  | 90   |

| 1962 | 1968 | 1975 | 1982 | 1990 | 1999 | 2006 | 2007 | 2012 |
| ---- | ---- | ---- | ---- | ---- | ---- | ---- | ---- | ---- |
| 94   | 70   | 39   | 61   | 87   | 115  | 145  | 147  | 161  |

| 2017 | 2022 | - | - | - | - | - | - | - |
| ---- | ---- | - | - | - | - | - | - | - |
| 161  | 183  | - | - | - | - | - | - | - |

## Économie

### Revenus
En 2018, la commune compte 62 ménages fiscaux, regroupant 134 personnes. La médiane du revenu disponible par unité de consommation est de 18 720 € (20 330 € dans le département).

### Emploi
|                | 2008   | 2013   | 2018 |
| -------------- | ------ | ------ | ---- |
| Commune        | 20,2 % | 12,9 % | 13 % |
| Département    | 10,1 % | 11,9 % | 12 % |
| France entière | 8,3 %  | 10 %   | 10 % |

En 2018, la population âgée de 15 à 64 ans s'élève à 109 personnes, parmi lesquelles on compte 75,9 % d'actifs (63 % ayant un emploi et 13 % de chômeurs) et 24,1 % d'inactifs,. Depuis 2008, le taux de chômage communal (au sens du recensement) des 15-64 ans est supérieur à celui de la France et du département.
La commune fait partie de la couronne de l'aire d'attraction de Montpellier, du fait qu'au moins 15 % des actifs travaillent dans le pôle,. Elle compte 34 emplois en 2018, contre 40 en 2013 et 33 en 2008. Le nombre d'actifs ayant un emploi résidant dans la commune est de 68, soit un indicateur de concentration d'emploi de 50 % et un taux d'activité parmi les 15 ans ou plus de 60,7 %.
Sur ces 68 actifs de 15 ans ou plus ayant un emploi, 22 travaillent dans la commune, soit 32 % des habitants. Pour se rendre au travail, 89,7 % des habitants utilisent un véhicule personnel ou de fonction à quatre roues, 4,4 % les transports en commun, 2,9 % s'y rendent en deux-roues, à vélo ou à pied et 2,9 % n'ont pas besoin de transport (travail au domicile).

### Activités hors agriculture
16 établissements sont implantés  à Montoulieu au 31 décembre 2019.
Le secteur du commerce de gros et de détail, des transports, de l'hébergement et de la restauration est prépondérant sur la commune puisqu'il représente 50 % du nombre total d'établissements de la commune (8 sur les 16 entreprises implantées  à Montoulieu), contre 28 % au niveau départemental.

### Agriculture
|               | 1988 | 2000 | 2010 | 2020 |
| ------------- | ---- | ---- | ---- | ---- |
| Exploitations | 11   | 8    | 10   | 9    |
| SAU (ha)      | 124  | 305  | 289  | 596  |

La commune est dans le « Soubergues », une petite région agricole occupant le nord-est du département de l'Hérault. En 2020, l'orientation technico-économique de l'agriculture  sur la commune est la polyculture et/ou le polyélevage. Neuf exploitations agricoles ayant leur siège dans la commune sont dénombrées lors du recensement agricole de 2020 (onze en 1988). La superficie agricole utilisée est de 596 ha,,.

## Culture locale et patrimoine

### Lieux et monuments
- Le Castellas de Montoulieu, inscrit depuis 2025[35],[36] ;
- le sentier de découverte ;
- église de l'Invention-de-Saint-Étienne de Montoulieu ;
- les randonnées autour de Montoulieu ;
- ancien hameau de l'Escalière[37].

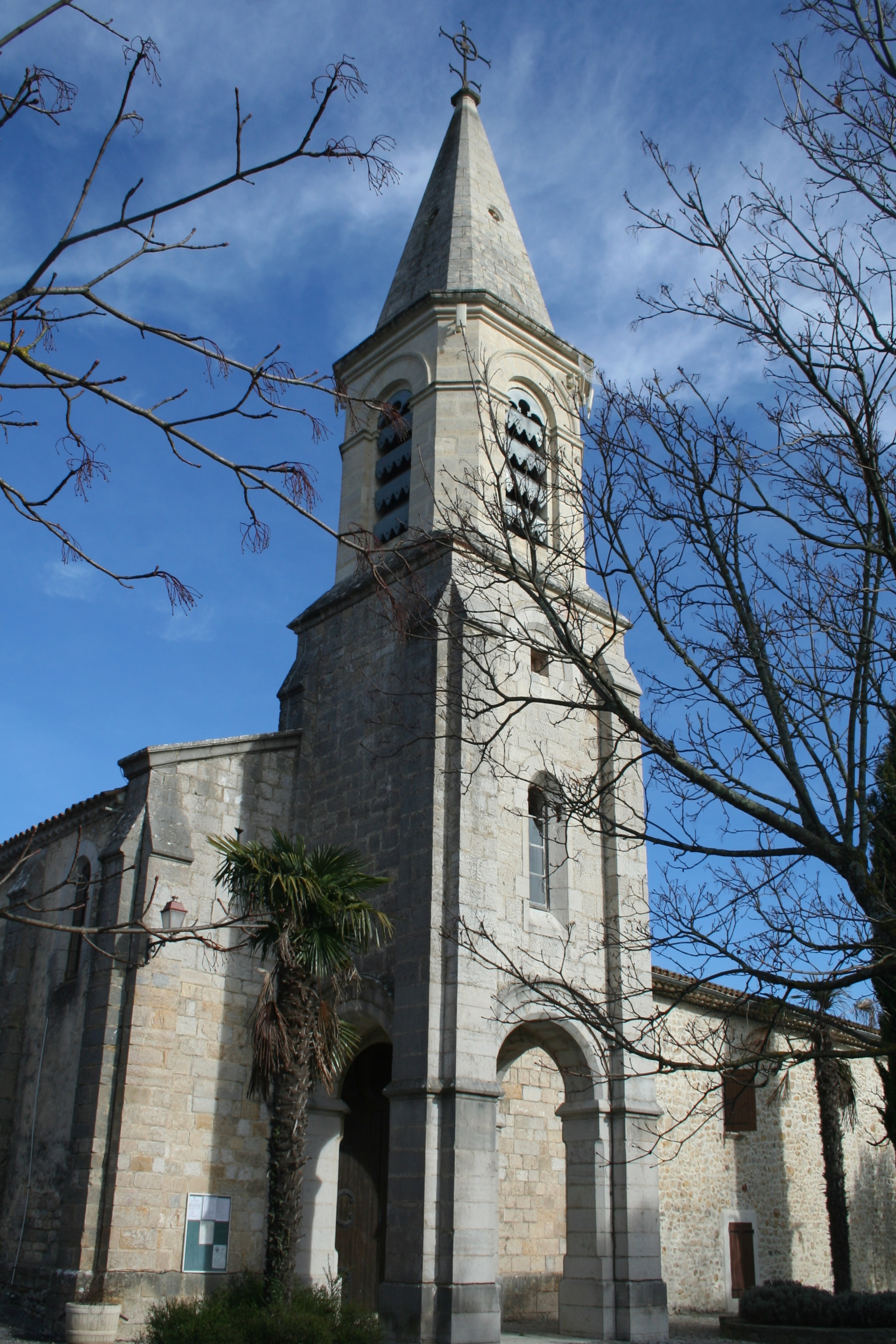
Église de l'Invention-de-Saint-Étienne.
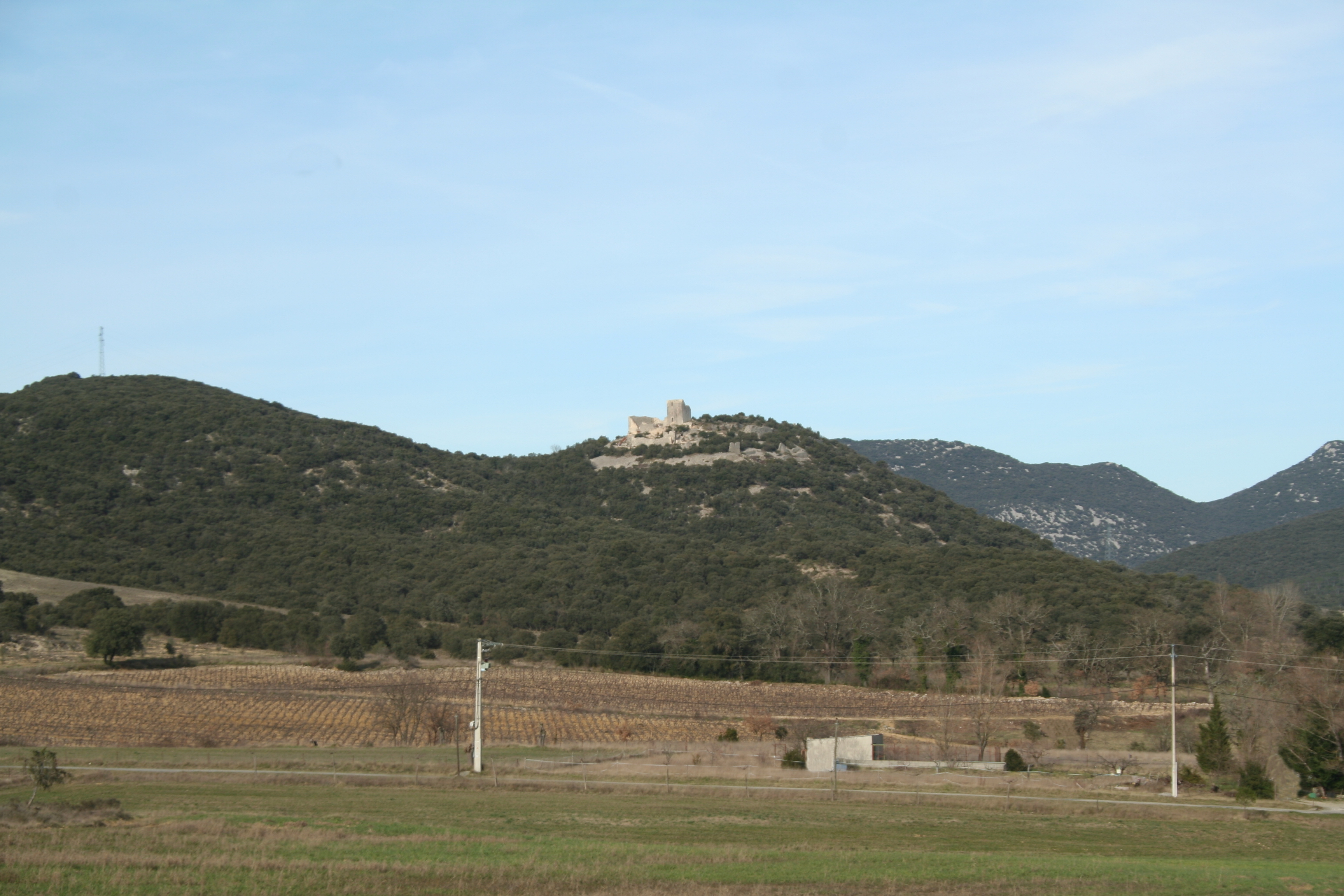
Le Castellas de Montoulieu.
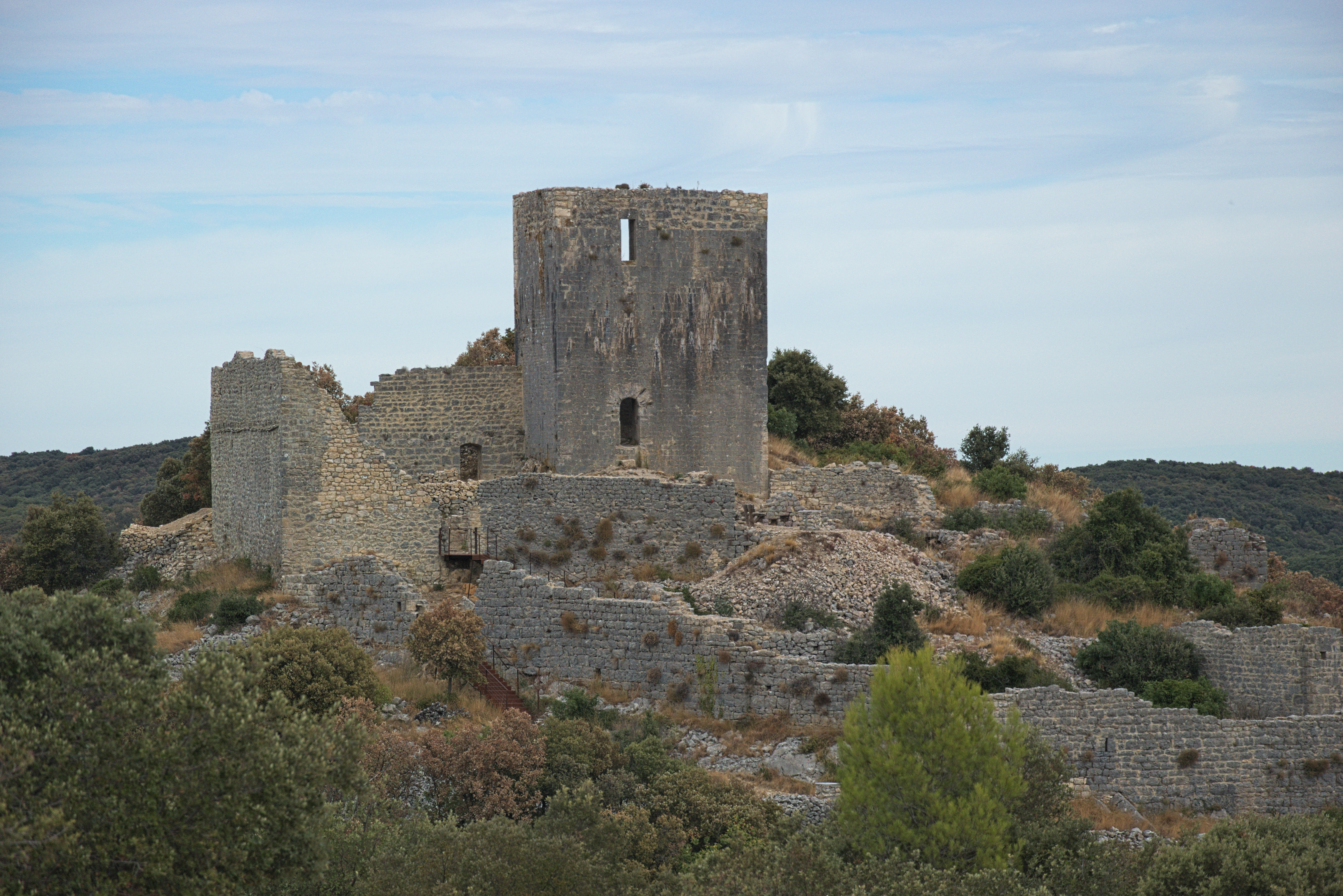
Le Castellas de Montoulieu.
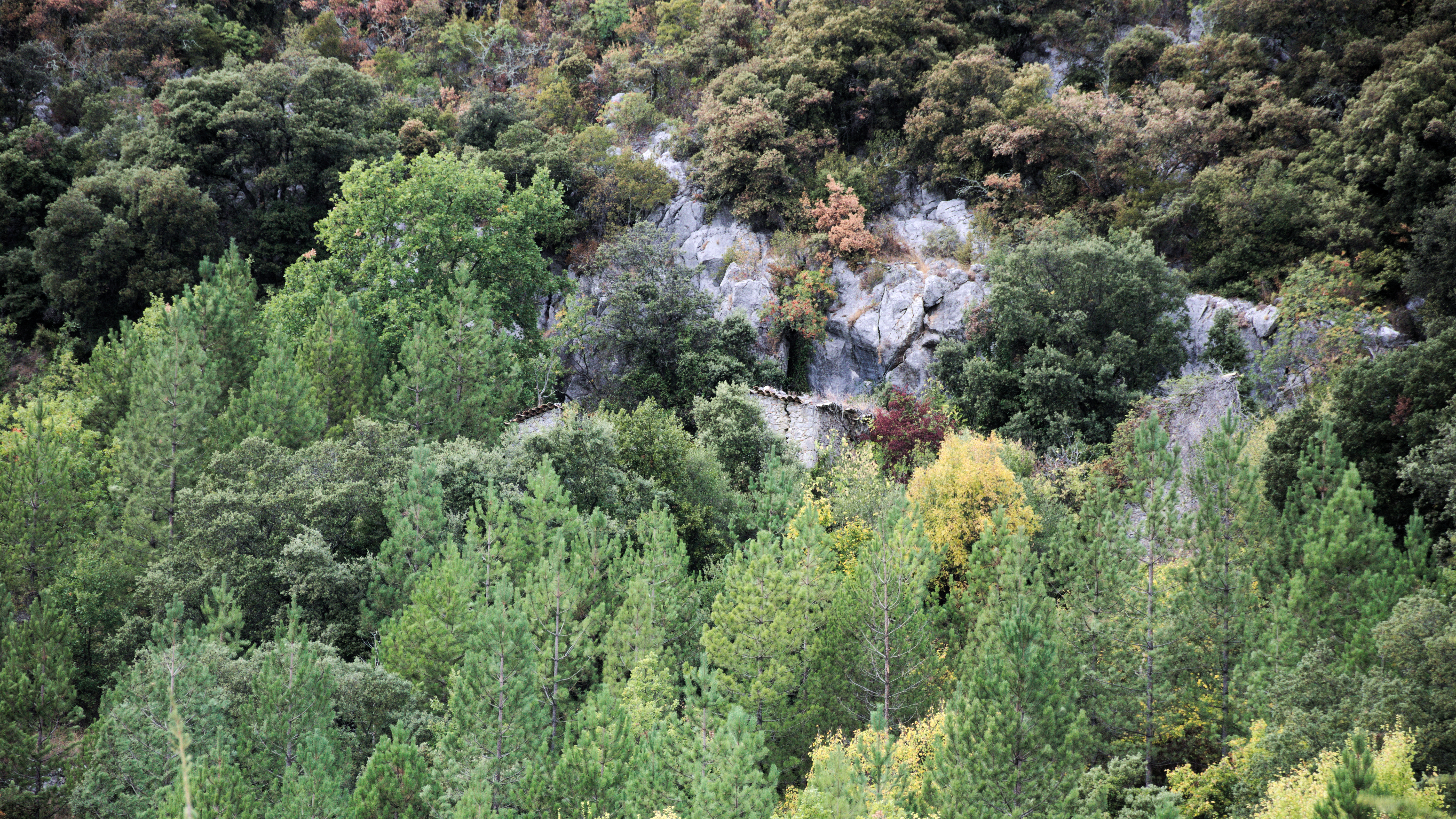
l'Escalière.

### Héraldique
|  | Les armoiries de Montoulieu se blasonnent ainsi : fascé de gueules et d'argent. |